# Wadena (Minnesota)
Wadena is een plaats (city) in de Amerikaanse staat Minnesota, en valt bestuurlijk gezien onder Otter Tail County en Wadena County.

## Demografie
Bij de volkstelling in 2000 werd het aantal inwoners vastgesteld op 4294.
In 2006 is het aantal inwoners door het United States Census Bureau geschat op 4014, een daling van 280 (-6,5%).

## Geografie
Volgens het United States Census Bureau beslaat de plaats een oppervlakte van
13,6 km², geheel bestaande uit land. Wadena ligt op ongeveer 415 m boven zeeniveau.

## Plaatsen in de nabije omgeving
De onderstaande figuur toont nabijgelegen plaatsen in een straal van 20 km rond Wadena.